# Sonja Crampelle
Sonja Crampelle, född Sonja Charlotta den 10 april 1896 i Stockholm, död den 9 juli 1990 i Uddevalla, var en svensk skådespelare. Hon blev senare gift Bergman.
Hon var bland annat verksam vid Blancheteatern där hon 1917 medverkade i en uppsättning av Henrik Ibsens Ett dockhem. Hon gjorde även en filmroll i 1918 års Spöket på Junkershus.
Sonja Crampelle gifte sig 1927 med Ivar Bergman (1896–1970). Makarna är begravda på Norra begravningsplatsen utanför Stockholm.

## Filmografi
- 1918 – Spöket på Junkershus

## Teater

### Roller (urval)
| År   | Roll            | Produktion                                                        | Regi            | Teater         |
| ---- | --------------- | ----------------------------------------------------------------- | --------------- | -------------- |
| 1919 |                 | En flickpension Alexandre Bisson                                  |                 | Folkteatern    |
| 1923 | Elvira          | Sten Stensson Stéen från Eslöf John Wigforss                      | Elis Ellis      | Blancheteatern |
| 1924 | En butiksflicka | Grevinnan Lolotte Leopold Lipschütz                               | Ernst Eklund    | Blancheteatern |
| 1924 | Mathilde        | Dockan André Picard och Val André Jaeger-Schmidt                  | Karin Swanström | Blancheteatern |
| 1925 | Anne            | Mr Pim tittar in A.A. Milne                                       | Mathias Taube   | Blancheteatern |
| 1925 | Geneviève       | Portiern på Maxim Yves Mirande, Gustave Quinson och Henri Geroule | Ernst Eklund    | Blancheteatern |

### Fotnoter
1. 1 2  ”Sonja Crampelle”. Svensk Filmdatabas. http://www.sfi.se/sv/svensk-filmdatabas/Item/?type=PERSON&itemid=57945&ref=%2ftemplates%2fSwedishFilmSearchResult.aspx%3fid%3d1225%26epslanguage%3dsv%26searchword%3dSonja+Crampelle%26type%3dPerson%26match%3dBegin%26page%3d1%26prom%3dFalse. Läst 20 februari 2013.
2. ↑  ”Blancheteatern”. Ibsen.net. http://ibsen.nb.no/id/11153456.0. Läst 20 februari 2013.
3. ↑  Vigselnotis i Svenska Dagbladet, 28 maj 1927, sid. 2
4. ↑  ”Bergman, Sonja Charlotta”. SvenskaGravar.se. https://www.svenskagravar.se/gravsatt/794c22c5-5e2a-4318-a520-9ba6dcc92924. Läst 4 december 2023.
5. ↑  ”Teater Musik”. Dagens Nyheter:  s. 6. 17 september 1919. http://arkivet.dn.se/arkivet/tidning/1919-09-17/242/6. Läst 16 mars 2016.
6. ↑  ”Sten Stensson Steen från Eslöf”. Musikverket. http://calmview.musikverk.se/CalmView/Record.aspx?src=CalmView.Performance&id=PERF22159&pos=18. Läst 4 april  2016.
7. ↑  ”Grevinnan Lolotte”. Musikverket. http://calmview.musikverk.se/CalmView/Record.aspx?src=CalmView.Performance&id=PERF22161&pos=20. Läst 4 april  2016.
8. ↑  ”Dockan”. Musikverket. http://calmview.musikverk.se/CalmView/Record.aspx?src=CalmView.Performance&id=PERF22166&pos=25. Läst 28 juli 2015.
9. ↑  ”Mr Pim tittar in”. Musikverket. http://calmview.musikverk.se/CalmView/Record.aspx?src=CalmView.Performance&id=PERF22169&pos=30. Läst 5 april 2016.
10. ↑  ”Portiern på Maxim”. Musikverket. http://calmview.musikverk.se/CalmView/Record.aspx?src=CalmView.Performance&id=PERF22164&pos=23. Läst 5 april 2016.